# Lungenvene

Vorderansicht des geöffneten Herzens (Lungenvene oben rechts beschriftet)

Die Lungenvene (lateinisch Vena pulmonalis; auch Pulmonalvene) ist die größte Vene des Lungenkreislaufs. Sie transportiert das sauerstoffreiche Blut aus der Lunge zum linken Vorhof (Atrium).

## Anatomie
Normalerweise gibt es insgesamt vier Lungenvenen (Venae pulmonales), je zwei aus dem linken und rechten Lungenflügel, die sich also anders als die Lungenarterien nicht deckungsgleich mit dem Bronchus teilen und einzeln in den linken Vorhof münden. Die einzelnen Lungenvenen sind:
- Rechte obere Lungenvene (Vena pulmonalis dextra superior)
- Rechte untere Lungenvene (Vena pulmonalis dextra inferior)
- Linke obere Lungenvene (Vena pulmonalis sinistra superior)
- Linke untere Lungenvene (Vena pulmonalis sinistra inferior)

Anders als andere Venen besitzen sie keine Venenklappen.

## Funktion
Die Lungenvenen leiten das sauerstoffreiche Blut, das in den Kapillaren der Lungenbläschen mit Sauerstoff angereichert wurde, zum Herz zurück.

## Pathologie
Durch eine Störung des Blutflusses kann es zu einem Rückstau in den Lungenvenen kommen, was zu einem erhöhten Blutdruck (pulmonale Hypertonie) führen kann. Eine übliche Ursache dafür stellt eine Linksherzinsuffizienz dar. Die Lungenvenen selbst können als Unterform der Blutflussstörung verengt sein (Pulmonalvenenstenose), was entweder angeboren oder erworben ist, von Vernarbungen oder Entzündungen der Venen (Pulmonalphlebitis) kommen und zu einer Lungenentzündung oder einem Pleuraerguss führen kann. Auch gibt es angeborene Fehlbildungen der Lungenvenen (z. B. Lungenvenenfehlmündung). In den Lungenvenen kann es ebenfalls zu einer eigenen elektrischen Aktivität kommen (Pulmonalvenenpotenzial). Diese Aktivität kann auf den Vorhof übergehen und dort zu unkontrollierten Kontraktionen führen (Vorhofflimmern), die mit einer Pulmonalvenenisolation behandelt werden können.